# Rhinolophus siamensis
Rhinolophus siamensis és una espècie de ratpenat de la família dels rinolòfids. Viu a la Xina, Laos, Tailàndia i el Vietnam. El seu hàbitat natural són coves de pedra calcària en el bosc de fulla perenne, com altres en el gènere. No hi ha cap amenaça significativa per a la supervivència d'aquesta espècie.